# Oleksandr Salnykov
Oleksandr Petrovych Salnykov (também conhecido como Aleksandr Sanykov) (cirílico:Олександр Петрович Сальников) (Sevastopol, 3 de julho de 1949 - 17 de novembro de 2017) foi um basquetebolista ucraniano que integrou a Seleção Soviética que conquistou a Medalha de Bronze disputada nos XXI Jogos Olímpicos de Verão realizados em 1976 na cidade de Montreal e a Medalha de Bronze disputada nos XXII Jogos Olímpicos de Verão realizados em 1980 na cidade de Moscovo.